# Llengua de gat (peix)
|  | Per a altres significats, vegeu «Llengua de gat». |

La llengua de gat (Symphurus nigrescens) és un peix teleosti de la família dels cinoglòssids i de l'ordre dels pleuronectiformes que viu a l'Atlàntic oriental i a la Mediterrània.